# Kirchschlag in der Buckligen Welt
Kirchschlag in der Buckligen Welt es un municipio situado en el distrito de Wiener Neustadt, en el estado de Baja Austria, Austria. Tiene una población estimada, a inicios de 2024, de 2776 habitantes.